# Jules Erlanger
Jules Erlanger (Wissembourg, (Baix Rin), 25 de juny de 1830 - Brussel·les, 15 de febrer de 1895), fou un compositor francès.
Estudià al Conservatori de París i fou deixeble del cèlebre professor Halévy, aconseguí un gran accèssit en el concurs de 1850.
Va compondre alguns fragments per a piano i les quatre òperes següents estrenades amb èxit en els Bufos Parisencs:
- Mesdames de Coeur-Volant (1859);
- Les Musiciens de l'orchestre, en col·laboració amb Aristide Hignard i Léo Delibes (1861);
- La Serenate à Nicolas (1861);
- L'Arbre de Robinson (1867).

Des d'aquesta última data, Erlanger abandonà la música per establir-se a Anglaterra i dedicar-se al comerç.